# Eisteddfod

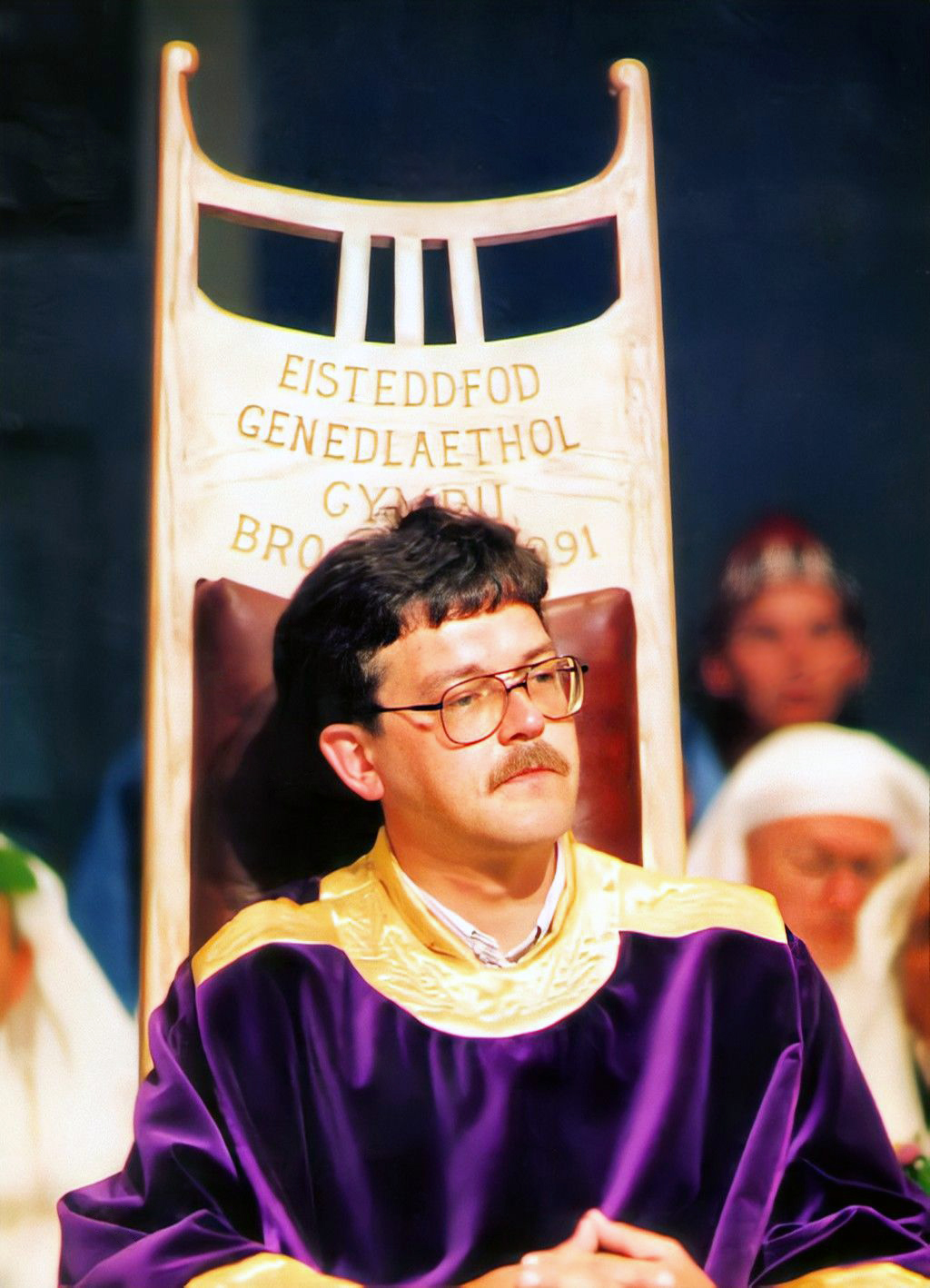
Poète Robin Owain, 1991 Eisteddfod

Une eisteddfod (au pluriel eisteddfodau) est un festival gallois de littérature, musique et  théâtre où des compétitions suivies de  remises de prix ont lieu dans diverses disciplines autour de la langue galloise, et principalement la poésie. Le mot  eisteddfod désigne un regroupement ou une assemblée.
La tradition remonte au moins au XIIe siècle quand Rhys ap Gruffydd de Deheubarth tint un festival de poésie et musique à sa cour de Cardigan en 1176.
Le déclin de la tradition bardique les fit disparaître. Elles furent recréées au XVIIIe siècle qui vit l'apparition de plusieurs eisteddfodau locales. La première eisteddfod nationale est réputée avoir eu lieu en 1792.

Elles témoignent de la vitalité d'une culture, maintenant activement soutenue par un gouvernement local gallois, un système scolaire organisant l'accès pour tous à la langue galloise, une télévision favorisant la création galloise, littéraire et musicale, et la vie artistique dans cette langue.
Il existe trois catégories d'Eisteddfod au pays de Galles.
- l'Eisteddfod nationale
- l'Eisteddfod de la jeunesse, ou Eisteddfod Urdd Gobaith Cymru (Eisteddfod de la Ligue de la jeunesse galloise), dite généralement Steddfod yr Urdd
- l'Eisteddfod internationale

## L'Eisteddfod nationale
L'Eisteddfod nationale est la plus importante, et c'est le festival le plus important d'Europe pour les compétitions poétiques et musicales. Celles-ci durent huit jours, la première semaine d'août, et se déroulent entièrement en gallois même si une traduction simultanée pour les touristes anglophones est assurée.
Depuis 1819, le Gorsedd des bardes de l'Île de Bretagne participe à l'organisation et sa place y est devenue très importante. Il décerne trois prix littéraires pour des œuvres en langue galloise. Son archidruide est obligatoirement un écrivain qui a remporté un des prix.

C'est à l'occasion de l'Eisteddfod nationale que le Gorsedd tient sa réunion publique annuelle, au cours de laquelle sont admis de nouveaux membres, avec une cérémonie sur un dolmen.
Les fêtes de l'Eisteddfod bénéficient d'une couverture télévisée nationale et locale importante.
L'édition de 2006 a vu 6 000 participants en compétition, et 150 000 visiteurs. 
Tous les ans le site de l'Eisteddfod se déplace, une année au nord du pays, la suivante au sud. 

## L'Eisteddfod de la jeunesse
L'Eisteddfod Yr Urdd est organisée par le plus grand mouvement de jeunesse de Galles, Urdd Gobaith Cymru, pour des jeunes de 7 à 24 ans.

## L'Eisteddfod internationale
L'Eisteddfod internationale a lieu tous les ans à Llangollen (Denbighshire), en juillet. Des chœurs, des groupes de chanteurs, des danseurs traditionnels et d'autres groupes viennent du monde entier, partageant leurs traditions folkloriques dans ce qui est un des plus grands festivals de ce type.
La première eisteddfod internationale a eu lieu en 1947. Chaque eisteddfod commence avec un message de paix. En 2004, l'Eisteddfod internationale a été nommée sans succès pour le Prix Nobel de la Paix par Terry Waite.

## Autres eisteddfodau

### Argentine
L'Eisteddfod argentin est organisé par la communauté argentine d'origine galloise depuis le XIXe siècle. Les représentations sont bilingues (espagnol et gallois) avec des traductions de poèmes en gallois, espagnol, anglais, français et italien.

### Australie
L'Eisteddfods australien est organisé par la communauté galloise d'Australie depuis 1891. Le festival est identique à celui organisé au pays de Galles. De jeunes acteurs et danseurs australiens participent aux différentes compétitions lors de ce festival celtique.

### Jersey
L'Eisteddfod de Jersey a été fondée en 1908 par l'ancien doyen de Jersey. Il existe actuellement deux festivals qui ont lieu chaque année. Le Festival des Arts Créatifs se tient en mars - ce qui comprend les sections pour adultes et des jeunes Art & Craft, Art Needlework & Textile, Photographie, écriture, art floral et Écoles d'Art & Craft. Et le Festival des arts du spectacle, qui se tient en novembre, comprend des sections pour la musique, des discours en anglais et d'art dramatique, danse, jersiais, français, espagnol, italien, portugais et polonais.

### Pays de Galles
- Eisteddfod Genedlaethol

- Le Urdd Eisteddfod est organisé pour les jeunes dès l'âge de 7 ans. Il se tient à Cardiff tous les quatre ans.